# Ich will immer auf dich warten
Ich will immer auf dich warten is een single van de Amerikaanse zangeres Brenda Lee.

## Hitnotering
| Nederlandse Top 40 | 09-01-1965 | Positie: | 38 |    |    |    | 09-01-1965 |
| Nederlandse Top 40 | 23-01-1965 | Positie: |    | 33 | 40 | 35 | 06-02-1965 |